# 1291 Phryne
1291 Phryne este un asteroid din centura principală, descoperit pe 15 septembrie 1933, de Eugène Delporte.